# Malmbergets kyrkobokföringsdistrikt
Malmbergets kyrkobokföringsdistrikt var ett kyrkobokföringsdistrikt (ofta förkortat kbfd) i Gällivare församling i Luleå stift. Dessa distrikt utgjorde delar av en församling i Sverige som i folkbokföringshänseende var likställd med en församling. Distriktet bildades den 1 september 1932 och avskaffades 1 januari 1962 när det utbröts för att bilda en egen församling, benämnd Malmbergets församling.
Malmbergets kyrkobokföringsdistrikt hade församlingskoden 252300.